# 極凍之城
是一部2017年美國間諜動作驚悚片，由大衛·雷奇執導，寇特·約翰斯塔德撰寫劇本，劇情改編自安東尼·約翰斯頓的2012年同名圖像小說，故事圍繞一名英國軍情六處的女間諜被派往柏林執行一項機密危險任務。電影由莎莉·賽隆主演並擔任監製，其他主演包括詹姆斯·麥艾維、約翰·古德曼、蒂尔·施威格、艾迪·馬森、蘇菲亞·波提拉以及陶比·瓊斯。本片為雷奇在與查德·史塔赫斯基共同執導《捍衛任務》後，雷奇獨自執導的首部電影。
該片於2017年3月12日在西南偏南上作全球首映，後由焦點影業定於2017年7月28日在美國上映。電影所獲得的評價以正面居多，影評人對於片中的動作編排、配樂、賽隆和麥艾維的演出表示肯定，但也批評其劇本和敘事；有許多人將其與《捍衛任務》（2014年）作比較。

## 劇情
故事發生於冷戰時期柏林圍牆倒塌前夕，超級強權正值轉變。英國軍情六處（MI6）的頂尖特務蘿琳·布勞頓奉命前往柏林，尋回外洩的臥底探員名單；她必須與柏林臥底探員大衛·波西瓦爾共同合作，各顯身手，扼殺這個足以威脅到整個西方的情報體系的重大危機。
最終蘿琳·布勞頓騙過MI6，並在法國巴黎反殺俄羅斯KGB，坐上飛往美國的飛機並將名單交給中情局（CIA）。

## 演員
- 莎莉·賽隆 飾 蘿琳·布勞頓：MI6頂尖特務
- 詹姆斯·麥艾維 飾 大衛·波西瓦爾：MI6在柏林的臥底
- 蘇菲亞·波提拉 飾 黛菲娜·拉薩爾：法國特務，蘿琳的盟友
- 約翰·古德曼 飾 艾密特·寇茲費德：CIA高級督察
- 蒂爾·施威格 飾 製錶師：神秘的中立角色
- 艾迪·馬森 飾 小望遠鏡（spyglass），東德史塔西探員，具有過目不忘的記憶力
- 陶比·瓊斯 飾 艾瑞克·蓋瑞，MI6高級督察
- 詹姆斯·福克纳 飾 C（Chief of the Secret Intelligence Service），MI6局長，蘿琳和艾瑞克的上司
- 羅蘭·摩勒（英语：Roland Møller） 飾 亞歷山大·布雷莫維奇，KGB高級督察

## 製作
2015年5月9日，宣布焦點影業已買下安東尼·約翰斯頓的圖像小說《極凍之城》的電影改編權及美國發行權，並由莎莉·賽隆主演一名女特務。大衛·雷奇和查德·史塔赫斯基將會根據寇特·約翰斯塔德撰寫的劇本來執導電影，並預計於10月在德國開始製作。Sierra / Affinity的尼克·邁耶將以約3000萬美元的預算來出資電影。而賽隆、貝絲·柯諾與A·J·迪克斯的丹佛和黛利拉製作公司、艾瑞克·吉特與彼得·施威林的Closed on Mondays Entertainment、凱莉·麥考密克的Sierra/Affinity和87Eleven都將參與製作。2015年10月2日，史塔赫斯基退出本片而改執導《捍衛任務2：殺神回歸》，《極凍之城》預計於11月份在匈牙利和德國開始拍攝。2015年10月16日，詹姆斯·麥艾維加入演出。2015年11月2日，約翰·古德曼簽約加入飾演一名美國探員的角色。2015年10月26日，《TheWrap》報導，蘇菲亞·波提拉已確認參演，但飾演的角色未透露。

### 拍攝
主要攝影開始於2015年11月22日在布達佩斯進行，之後劇組移至柏林拍攝。

## 發行
2015年5月，焦點影業收購了電影的美國發行權。焦點將電影排於2017年8月11日在美國上映；但後來，該美國檔期被提前至2017年7月28日。電影最先於2017年3月12日在西南偏南上作全球首映。

## 迴響

### 評價
《極凍之城》獲得的評價以正面居多。爛番茄基於122條評論，新鮮度75%，平均得分6.6／10。在Metacritic上則獲得62分，代表「普遍好評」。據CinemaScore調查，觀眾在A+至F間給的評價落在「B」。

### 票房
在美國，《極凍之城》與《表情符號電影》同天上映競爭，《極凍之城》預估能在首週末從三千三百間戲院中獲得2000萬美元。美國首週末票房收入達1860萬美元，位居當週票房排名第四。

## 外部連結
- 官方网站
- 互联网电影数据库（IMDb）上《極凍之城》的资料（英文）